# George Leander
Pour les articles homonymes, voir Leander (homonymie).
George Leander, né le 12 mai 1883 à Chicago et mort le 23 aout 1904 à Paris 8e, est un coureur cycliste américain. Il fait partie de la première génération de coureurs de course de six jours.

## Biographie
George Leander est décrit comme étant cultivé, grand, beau et « impressionnant », son surnom était « The Windy City Fat Boy ». Il est né dans une famille avec huit frères et sœurs, son père a fondé une imprimerie qui existe encore aujourd'hui.
En 1902, il gagne les Six Jours de New York au Madison Square Garden avec Floyd Krebst ; l'année suivante, il est deuxième avec Nat Butler derrière Robert Walthour et Ben Munroe. En 1901, il est champion des États-Unis de demi-fond. En décembre 1901, Leander perd Les Six Jours de Boston après un dur combat, avec moins d'une longueur de vélo contre Floyd MacFarland, tristement célèbre pour son tempérament de feu. MacFarland malgré sa victoire, était furieux, parce que Leander l'aurait gêné dans le dernier tour. Il se rue sur lui. Ils en viennent aux mains devant plus de 200 participants, la police y met fin à coups de matraque. Le Boston Globe a écrit à propos de la bagarre : « Les revolvers ont été laissés aux vestiaires, mais pas les poings, tout comme les guidons, et les des morceaux des stands d'échauffement. »
En raison de son grand succès aux États-Unis, Leander est choisi, à l'été 1904, pour les courses en Europe. Le 21 août, il participe à une course de demi-fond au parc des Princes devant 20 000 spectateurs contre son compatriote Walthour et Eugenio Bruni. Après dix kilomètres, la course est arrêtée parce que deux boutons ont sauté du costume de son entraîneur. Walthour, qui était en tête et Leander sont si indignés qu'ils ne veulent pas continuer, mais sont finalement persuadés de reprendre. Leander perd le sillage de son entraîneur Cissac alors qu'il roule à plus de 80 km/h, et est projeté hors de son vélo, heurte le ciment de la piste en retombant. Il meurt à l'hôpital Beaujon trente-six heures plus tard des suites d'une hémorragie cérébrale.